# جوزيبي موريتي
جوزيبي موريتي (و. 1782 – 1853 م) هو عالم نبات، وعالم فطريات من طليان، ولد في رونكارو، توفي في بافيا، عن عمر يناهز 71 عاماً.